# 577
El 577 (DLXXVII) fou un any comú començat en divendres del calendari julià.

## Esdeveniments
- El rei de Borgonya mor sense successor, la dinastia passa a una altra branca de la família.[1]
- Els Zhou dominen la Xina del nord.[2]